# Coll de Berla
El Coll de Berla és una collada situada a 1.098,3 metres d'altitud entre la Roca de Guixers (al nord) i el Montlleó (al sud). Comunica la vall del torrent de la Vilella (a ponent) i la de la rasa de Castelltort (a llevant). Hi passa el límit entre els termes municipals de la Coma i la Pedra i de Guixers. Actualment s'hi explota una guixera.
Està situat en el sector de ponent del terme, a llevant i a prop de Sant Llorenç de Morunys. És al vessant septentrional del Montlleó, al sud-oest de la Roca de Guixers. És a la dreta de la capçalera de la Rasa de Castelltort, i a l'esquerra de la Rasa de la Mosquera.